# Бисији
Бисији (фр. Bucilly) насеље је и општина у североисточној Француској у региону Пикардија, у департману Ен (Пикардија) која припада префектури Вервен.
По подацима из 2011. године у општини је живело 191 становника, а густина насељености је износила 14,86 становника/km². Општина се простире на површини од 12,85 km². Налази се на средњој надморској висини од 159 метара (максималној 236 m, а минималној 152 m).

## Демографија
| 1962. | 1968. | 1975. | 1982. | 1990. | 1999. | 2011. |
| ----- | ----- | ----- | ----- | ----- | ----- | ----- |
| 234   | 250   | 245   | 216   | 246   | 229   | 191   |

График промене броја становника у току последњих година